# 波爾迪姆群島
62°18′41″S 59°39′33″W / 62.31139°S 59.65917°W
波爾迪姆群島是南極洲的群島，屬於南設得蘭群島的一部分，處於海伍德島東北面0.87公里、卡塔里納角西北面2.1公里，現時由南極條約體系管理。

## 外部連結
- Pordim Islands. （页面存档备份，存于）